# Xylothrips flavipes
Xylothrips flavipes là một loài bọ cánh cứng trong họ Bostrichidae. Loài này được Illiger miêu tả khoa học năm 1801.

## Hình ảnh

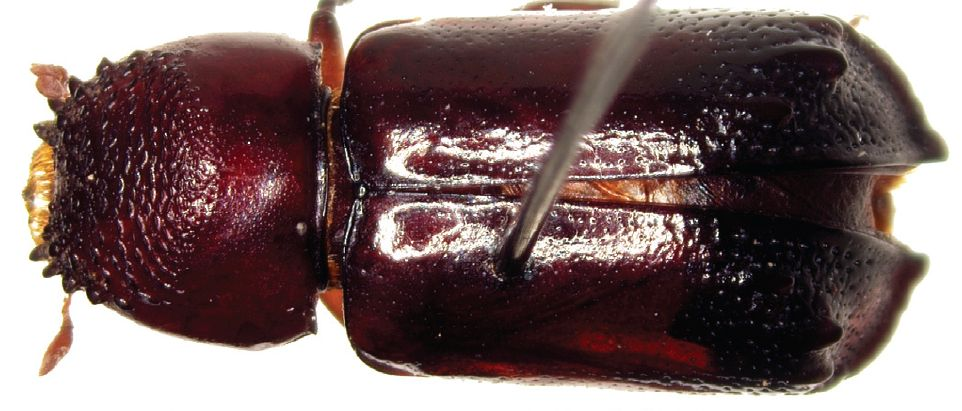